# Ерік Сандберґ
Ерік Сандберґ (швед. Eric Sandberg, 20 грудня 1884 — 3 грудня 1966) — шведський яхтсмен.
Срібний призер Олімпійських Ігор 1908 року в класі 8 метрів, бронзовий призер 1912 року в класі 6 метрів.